# California State Prison, Los Angeles County
California State Prison, Los Angeles County (LAC) är ett delstatligt fängelse för manliga intagna och är belägen i den västra delen av staden Lancaster i Kalifornien i USA. Fängelset förvarar intagna som är klassificerade för säkerhetsnivåerna "minimum" och "maximal". LAC har en kapacitet på att förvara 2 300 intagna men för den 27 april 2022 var det överbeläggning och den förvarade 2 657 intagna.

## Historik
År 1982 beslutade Kaliforniens delstatslegislatur att uppföra ett fängelse i Los Angeles County på grund av att countyt hade inget eget fängelse trots att countyt stod då för 40% av alla intagna i delstatens fängelsesystem. År 1987 kunde delstatslegislaturen komma överens via en kompromiss och man bestämde att fängelset skulle hamna i Lancaster, som då var kontrollerad av Republikanerna, om ett annat fängelse skulle uppföra i ett område som hade majoritet av Demokraterna. Det fängelset skulle placeras i East Los Angeles, men det förslagna fängelset stoppades av den då sittande guvernören Pete Wilson (R) efter att boende i East Los Angeles svarade med massiva protester. Både Lancaster och Los Angeles County stämde delstaten eftersom de ville inte ha LAC i vare sig i staden eller i countyt men förlorade när Kaliforniens högsta domstol sa nej till att ge prövningstillstånd. Fängelset uppfördes i mitten av 1992 till en kostnad på 207 miljoner amerikanska dollar och invigdes den 1 februari året därpå.

## Intagna
Personer som varit intagna på LAC är bland andra Samuel Little.